# Rade Ćaldović
Rade „Ćenta“ Ćaldović (Beograd, 6. listopada 1950. -  Beograd, 15. veljače 1997.) je bio poznati srpski kriminalac i jedan od najbližih suradnika Ljubomira Magaša. Osuđivan je za iznudu novca, ucjene, teško razbojništvo i krađu, a bio je optuživan i za kazneno djelo silovanja.

## Životopis
Rade Ćaldović rođen je kao drugo dijete u obitelji Milana i Božidarke Ćaldović. Ćaldovići su imali još dva sina: starijeg Momčila, zvanog Moške, i najmlađeg Dragana, zvanog Ćatana. Milan Ćaldović bio je vozač u policiji, a Božidarka Ćaldović domaćica. Sredinom 1960-ih, obitelj seli u Zemun, u naselje „Marija Bursać“.
Sredinom šezdesetih na jednoj zabavi u Domu omladine upoznao je Ljubomira Magaša, s kojim je postao nerazdvojan. Prvi put je uhićen 1967. godine zajedno s Magašem i Zoranom Milosavljevićem „Robijom“, zbog sumnje da su silovali jednu djevojku. Zbog nedostatka dokaza, Ćaldović i Milosavljević su pušteni na slobodu, a Magaš je osuđen na dvije godine i osam mjeseci zatvora, koje je odslužio u zatvoru u Srijmskoj Mitrovici. Dvije godine kasnije oženio je svoju dugogodišnju djevojku Mariju.
U ožujku 1971. godine zajedno s Magašem i Dačom je otputovao u Italiju, u Milano.

## Europa
Rade Ćaldović je 1972. godine u Veroni ranjen u trbuh. Ubrzo poslije ranjavanja Ćenta je otišao u Milano gdje se pridružio Magašu i njegovom klanu koji je tada imao desetak članova. U Italiji se bavio oružanim pljačkama i napadima na talijanske i austrijske zlatare zbog čega je u Rimu završio u zatvoru. Nakon izlaska iz zatvora početkom 1974. godine Ćaldović je otišao u Francusku, a nakon izvjesnog vremena u Frankfurt. U njemačkoj policiji je vođen i pod lažnim imenima kao: Milovan Bulovan iz Zrenjanina, Dušan Vučetić, Živan Mašinjanin, Đulijano Kastanjola i Andrea Zulo. Njemačka policija ga je početkom 1980-ih teretila za 37 kaznena djela, ali zbog nedostatka dokaza je i dalje ostao na slobodi. Zbog velikog pritiska koji je dolazio od strane policije i novinara, Rade Ćaldović je poslije oslobađajućih presuda najčešće odlazio u Italiju i Nizozemsku, gdje je vrijeme provodio najčešće u kockarskim krugovima.
Pri samom dolasku u Nizozemsku, Ćaldović je ušao u kockarske krugove. Međutim, kada je vođa crnogorske grupe Veljko Krivokapić na kocki izgubio od Ćaldovića dvadeset tisuća njemačkih maraka i skupocjeni sat, a potom ga uz prijetnje pištoljem i ljudi oko sebe primorao da mu sve vrati, Ćaldović je u roku od dva dana izvršio osvetu — Krivokapić je nekoliko dana kasnije ubijen u jednom bečkom kafiću. Osumnjičeni za ovo ubojstvo, Rade Ćaldović, Jusuf Bulić i Ljubomir Magaš, nalazili su se u bijegu. Međutim, na zahtjev Austrije prema optužnici koja ih je teretila za ubojstvo iz bezobzirne osvete i u Beogradu je izdana tjeralica koju je potpisao istražni sudac.
:
Nakon izvjesnog vremena tjeralica za njima trojicom je obustavljena zbog nedostatka dokaza da su sudjelovali u ubojstvu Veljka Krivokapića.
Pošto se ponovo vratio u Njemačku gdje je inače ilegalno boravio, Ćaldović je podnio zahtjev za izdavanje političkog azila. Njemačke vlasti su to odbile, pa je Ćaldović odlučio da zajedno sa svojim prijateljem Ljubom Magašem pristupi srpskom emigrantskom „Ravnogorskom pokretu“ i tako sebi osigura stalno boravište na području SR Njemačke. Velika potjera njemačke policije za Ćaldovićem počela je onog trenutka kada je 1981. godine kupio najnoviji i najskuplji model mercedesa „Benz 500SL“, tadašnjeg automobila godine u Njemačkoj. To je pobudilo nove sumnje jer Ćaldović nije bio zaposlen te nije imao ni osnovne izvore prihoda.
Godine 1982. njemačka policija je napokon uhitila Radeta Ćaldovića zbog sumnje da je sudjelovao u iznuđivanju novca od kockarskog kluba u ulici Kaiserstraße u Münchenu. Pošto je uhićen na djelu tijekom pucnjave, njemačka policija je imala dovoljno dokaza da Ćaldovića i njegove suradnike osudi na dugogodišnji zatvor. Njemački „Spiegel“ je objavio da je napokon uhićen glavni reketaš na području Münchena. „Spiegel“ je također tvrdio da više gotovo i da nema talijanskog i kineskog restorana, pizzerije i javne kuće koja ne plaća reket osumnjičenom. Zbog ovih ucjena s teškim razbojništvom, godine 1985. Rade Ćaldović je osuđen na zatvorsku kaznu od tri godine i četiri mjeseca zatvora. Zatvorsku kaznu je izdržavao u zatvoru Landsberg, u blizini Münchena. Kada je 10. studenog 1986. godine ispred Zemaljskog suda u Frankfurtu ubijen Ljubomir Magaš, njemačka policija ga je proglasila za novog „kuma“ jugoslavenskog podzemlja.
Po izlasku iz zatvora krajem 1980-ih, da bi dobio dozvolu za ostanak u Njemačkoj, Ćaldović je sklopio lažni brak sa svojom prijateljicom Birgit. Poslije izvjesnog vremena i dalje je bio na meti njemačke policije koja ga je sumnjičila za nekoliko teških krađa. Nakon toga se preselio u Offenbach, gdje je živio sa svojom obitelji sve dok 1992. godine kada je protjeran iz Njemačke.

## Povratak u Beograd
Čim je protjeran iz Njemačke, Ćaldović se vratio u Beograd, gdje se nije dugo zadržao pošto je ubrzo otišao u Južnoafričku Republiku, u Johanesburg. Kada se ponovo vratio u Beograd, započeo je poslove u Beogradu i Ateni gdje je otvorio obrt.
Iste godine Rade Ćaldović dovođen je u vezu s ubojstvom Aleksandara „Kneleta“ Kneževića, ubijenog 28. listopada 1992. godine u beogradskom hotelu „Hajat“. Knežević je malo prije ubojstva oteo automobil Chrysler Wrangler od Ćaldovićevog zeta Miodraga „Miše“ Cvetinovića. Cvetinović je kasnije optužen za ovo ubojstvo.
Sredinom studenog 1993. godine na Ćaldovića je izvršen neuspjeli atentat. U parkiranoj „Ladi“ neposredno pored Ćentinog „Mercedesa“ aktivirana je eksplozivna naprava, ali je Ćaldović prošao samo s lakšim tjelesnim ozljedama. Od tog trenutka je angažirao i nekoliko tjelohranitelja.

## Ubojstvo
Ćaldović je ubijen u noći 14. na 15. veljače 1997. godine. Nepoznati ubojica ga je kroz bočno staklo izrešetao automatskim oružjem, dok je sjedio u svom vozilu, u Francuskoj ulici u Beogradu. S njim je u vozilu ubijena i Maja Pavić, novinarka TV Pinka i kuma Svetlane Ražnatović.

## Vanjske poveznice
- http://www.pressonline.rs/page/stories/sr.html?view=story&id=50079&sectionId=39&seriesId=0  Arhivirana inačica izvorne stranice od 24. prosinca 2013. (Wayback Machine)